# Tomáš Jordán z Klausenburku
Tomáš Jordán z Klauznburgku také Tomáš Jordán von Klausenburg (Jordaus, Jordanus) (1540 Kluž – 12. února 1585 Brno) byl původem sedmihradský lékař, balneolog a epidemiolog, usazený v Brně.

## Životopis
V mládí navštěvoval gymnázium v Kluži a poté se 23. listopadu 1555 zapsal na Wittenberskou univerzitu. Tam studoval filozofii a medicínu. Následně pokračoval na pařížské univerzitě s matematikou a historií, od roku 1561 na univerzitě v Montpellier s medicínou. V roce 1562 získal na univerzitě ve Valence titul doktor medicíny. Ve svém vzdělání pokračoval dále, když roku 1562 studoval na univerzitě v Basileji a na univerzitě v Padově. Dalšími vzdělávacími ústavy, kde působil, byly univerzity v Pise, Boloni, Římě nebo ve Vídni. Na vídeňské lékařské fakultě obhájil 23. ledna 1566 ve věku 27 let doktorský stupeň.
V období prvního tureckého obléhaní Vídně byl císařem Maxmiliánem II. jmenován polním lékařem. V táboře císařských vojsk se v té době rozšířil skvrnitý tyfus, který diagnostikoval. V roce 1569 byl zemskými stavy jmenován moravským zemským lékařem, tzv. fyzikem. Byl prvním, který zastával tento vysoký úřad. V roce 1573 získal šlechtický titul s predikátem von Klausenburg.
Kromě lékařství zkoumal účinky léčivých pramenů a minerálních vod na Moravě včetně klimatických podmínek jejich okolí, zabýval se historií Moravy, sbíral a v terénu hledal mince. Svá epidemiologická díla psal latinsky. Kniha o přirozených vodách hojitedlných nebo teplicech moravských (Olomouc, 1580), která patří k základním balneologickým příručkám, vyšla nejprve česky. Pracoval na ní deset let a věnoval ji „všem stavům a obyvatelům markrabství moravského.“ Mnoho tehdejších lázeňských míst poznal jako doprovod Karla Staršího z Žerotína.
Zemřel ve svém domě v Orlí ulici v roce 1586 a byl pohřben v minoritském kostele v Brně.

## Dílo (výběr)
- De aquis medicatis Moraviae Commentariolus. Frankfurt nad Mohanem 1575.
- Thomas Jordani medici Pestis phaenomena seu de iis, quae circa febrem pestilentem apparent Exercitatio. Accedit Bezoar lapidie Descriptio. Wechel, Frankfurt am Main 1576.
- Brunno Gallicus seu Luis novae in Mora-via exortae Descriptio. Frankfurt am Main 1577.
- Jordana z Klausenburgkie Knij o wodách hogitedlnych nep teplicech Morawskych. Brno 1581.